# Carabus hemprichi
 (février 2021).
Espèce
Carabus hemprichi est une espèce de Carabidés de couleur noire de la sous-famille des Carabinae. Il peut être trouvé en Israël, au Liban, en Syrie et en Turquie.